# バラフナ
座標: 北緯56度29分 東経43度37分 / 北緯56.483度 東経43.617度

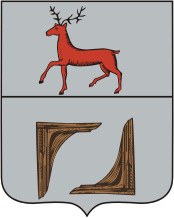
バラフナ市の紋章

バラフナ（ロシア語:Балахна；Balakhna）はロシア連邦ニジニ・ノヴゴロド州の都市。人口は4万8569人（2021年）。ヴォルガ川右岸（西側）にあり、州都ニジニ・ノヴゴロドの北32kmにある古い街。
バラフナの北西部はプラフディンスクと呼ばれ、バラフナへ合併する前は独自の都市型集落（町）であった。

## 歴史
バラフナは1474年、ソリ＝ナ＝ゴロドツェ（Соль-на-Городце）という名の町として建設された。その住民はヴォルガ川の20kmほど上流のゴロジェッツから移ってきたとされる。カザン・ハン国の軍により1536年に破壊された後、タタール人の再侵入に備えて集落を守る木造の要塞が建設された。その後3世紀にわたり、バラフナは製塩業と穀物取引で栄える。

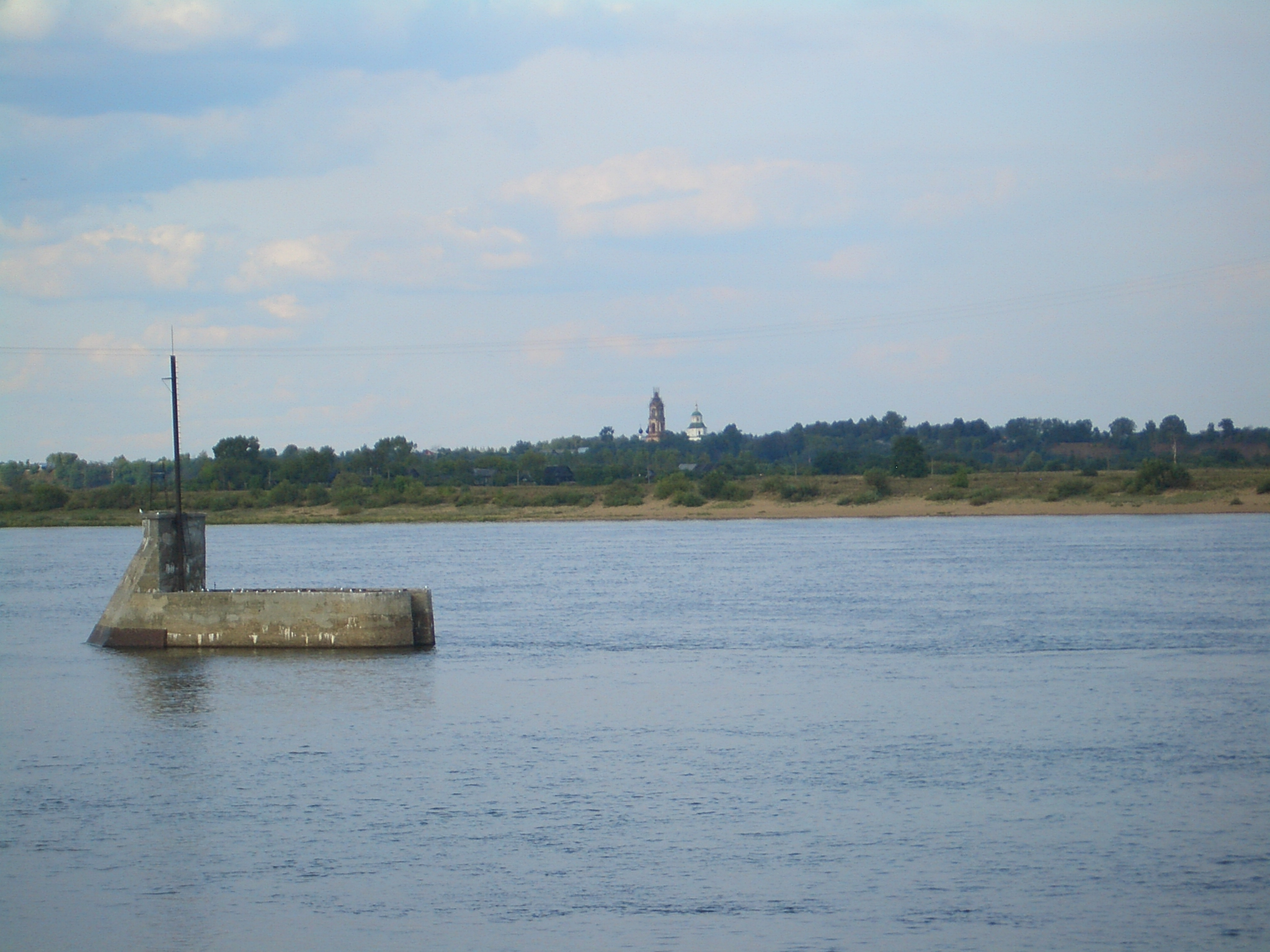
ヴォルガ川対岸からバラフナの聖堂の尖塔を望む

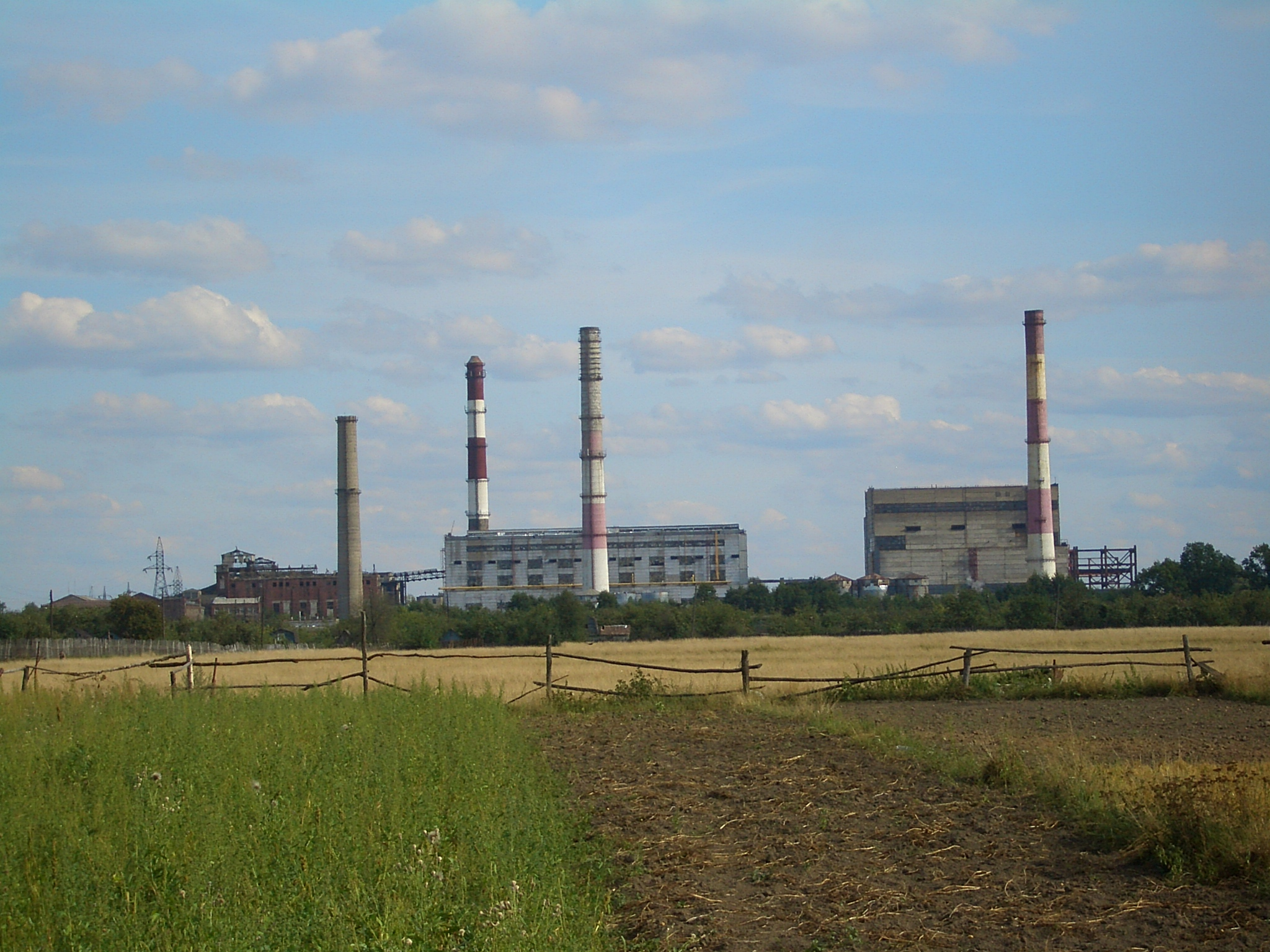
バラフナとプラフディンスクの間にある工場

17世紀初頭の動乱時代においては、バラフナはロシアで12位の大きさの町だったが、バラフナの貴族は偽ドミトリー2世を支持してニジニ・ノヴゴロドと対立したほか、1610年にはコサック軍に襲われ破壊されている。ニジニ・ノヴゴロドで国民軍を結成しモスクワからポーランド軍を追い出したクジマ・ミーニンはこの町で生まれた。
1636年にはホルシュタイン＝ゴットルプ公国のフレデリク3世によりモスクワ大公国を経てペルシアへ使節として派遣されたアダム・オレアリウス（Adam Olearius, Adam Ölschläger）がバラフナに立ち寄り記録に残している。この年、ホルシュタインから派遣されたドイツ人船大工がバラフナで船を作り、以後ロシアの内陸河川における造船業の第一級の拠点としてバラフナはその名を地位を確立する。バラフナの人々は編み物の技術や彩色タイル作りの技術でも有名で、彩色タイルは地元を始め各地の聖堂の屋根の装飾に使われた。ソ連時代の1920年代には大規模な製紙工場も成立している。

## 建築
市内最古（同時にこの地方でも最古）の建物は、1552年に完成した尖塔屋根の聖堂、聖ニコライ聖堂である。レンガ造りの尖塔式聖堂の中でも、この聖堂は木造の尖塔建設に近い方法・構造で建てられている。救世主降誕聖堂（1675年）は修道院の聖堂の古典的な様式の代表的なものである。近くにはバラフナで生まれたクジマ・ミーニンの像が建っている。

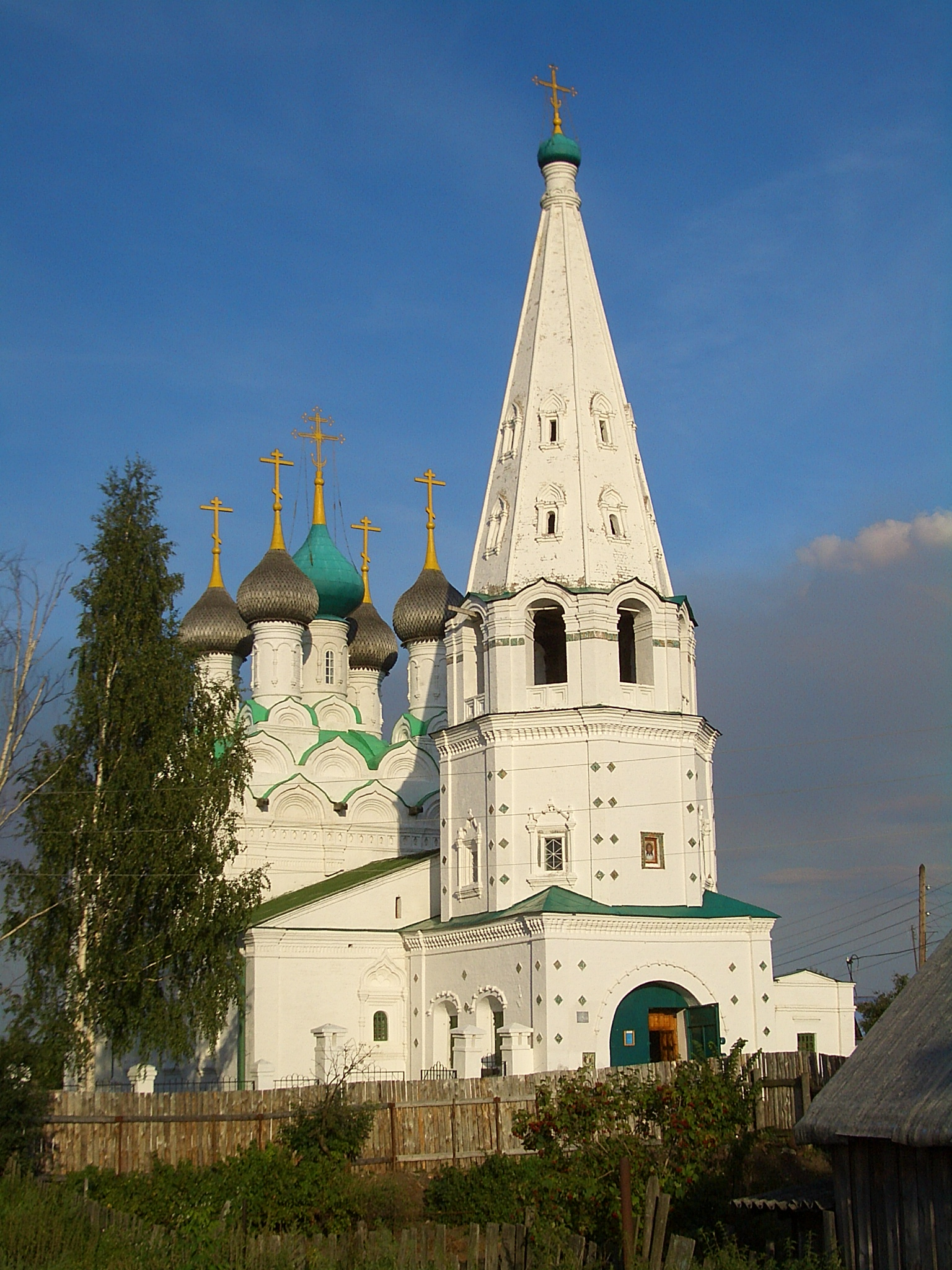
スパスカヤ聖堂（救世主聖堂）、1668年完成、鐘楼は1702年完成
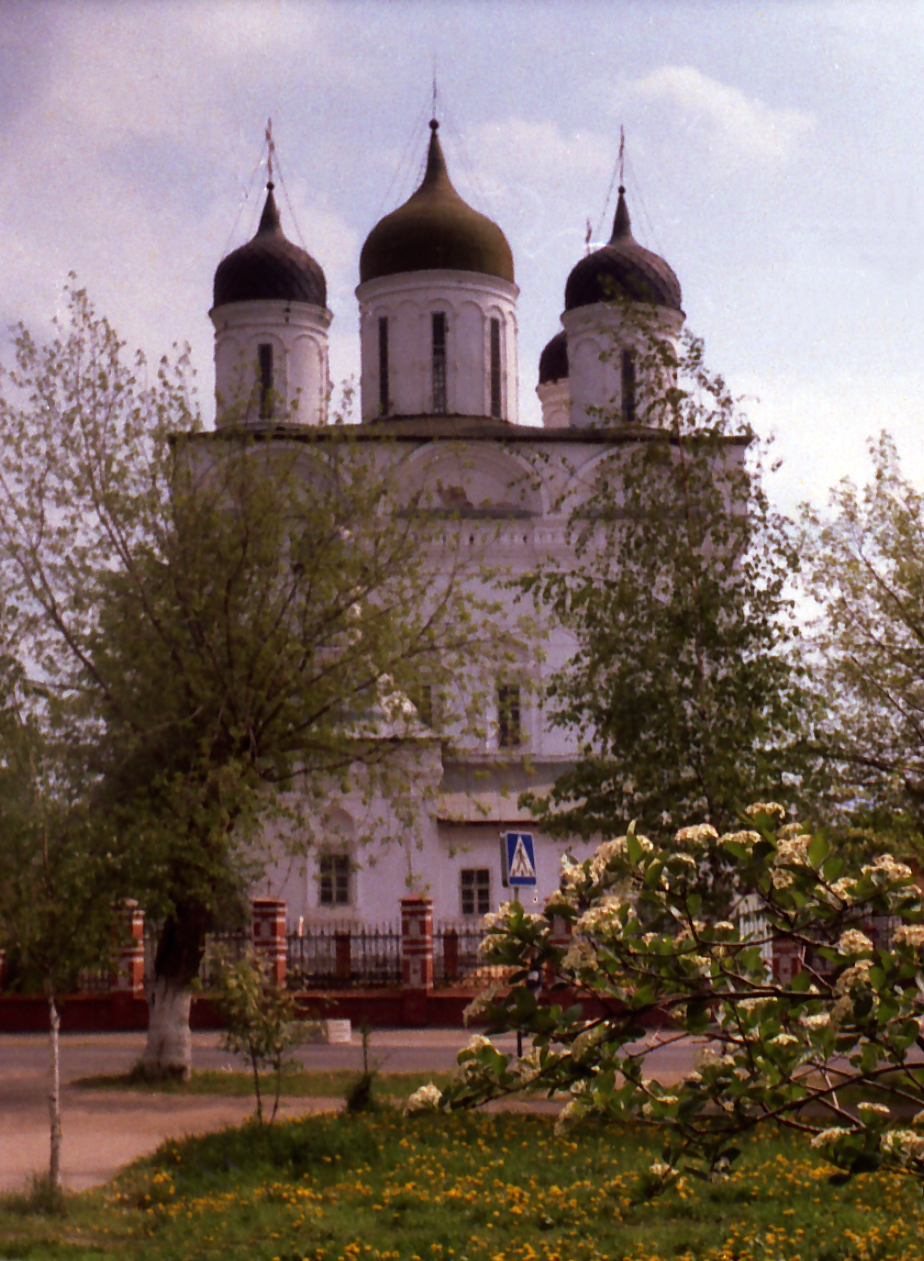
救世主降誕聖堂